# Heinrich Wilhelm Clemm

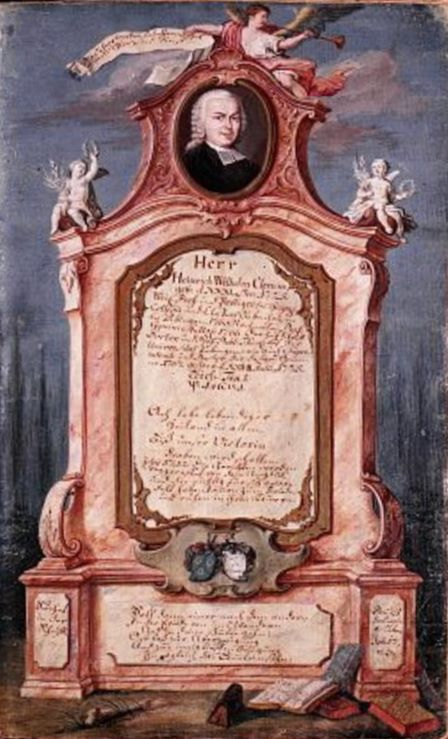
Totenbuch der Tübinger Stiftskirche: Heinrich Wilhelm Clemm

Heinrich Wilhelm Clemm (* 13. Dezember 1725, 31. Dezember 1725 oder 31. Dezember 1726 auf dem Hohenasperg; † 27. oder 28. Juli 1775 in Tübingen) war ein deutscher Theologe und Mathematiker.

## Leben
Heinrich Wilhelm Clemm war ab 1743 Mitglied des evangelischen Stiftes in Tübingen. Er studierte dort vor allem Philosophie unter Eberhard Christoph Canz und Mathematik unter Kraft. Am 23. Oktober 1745 erhielt er die Magisterwürde und studierte danach Theologie, worin er im Dezember 1748 die Staatsprüfung ablegte. Von 1750 bis 1752 lehrte er als Repetent in Tübingen Philosophie und Theologie sowie Hebräisch und Mathematik und begab sich dann ein Jahr lang auf Reisen durch die wichtigsten Städte Deutschlands, überall Bibliotheken und seine Bekanntschaften besuchend, zu denen Pierre-Louis Moreau de Maupertuis und Leonhard Euler gehörten.
Aus der Zeit vor dieser Reise stammt die durch wiederholte Differentiation aufgefundene singuläre Auflösung einer Differentialgleichung, die Clemm in dem Hamburgischen Magazin Bd. X. S. 637 (Hamburg 1752) veröffentlichte und die älter ist als Eulers Untersuchungen über solche Auflösungen. Aus derselben Zeit stammt das Examen temporum mediorum (Berlin 1752), ein von der Kritik sehr beifällig aufgenommenes chronologisches Werk, zu dem Euler eine Vorrede schrieb. Außerdem stammt aus derselben Zeit die ebenfalls rühmlich anerkannte Lettre sur quelques paradoxes du calcul analytique adressée à M. Euler (1752).
Von der Reise zurückgekehrt wurde Clemm 1753 Vicar in der Hofkapelle von Stuttgart, 1754 Professor und Prediger im Kloster Bebenhausen, wo er sich vermählte. 1761 kam er wieder nach Stuttgart als Professor der Mathematik am dortigen Gymnasium und 1767 nach Tübingen als Professor der Theologie.
Von seinen Schriften sind außer seinem siebenbändigen theologischen Hauptwerk: Vollständige Einleitung in die Religion und gesammte Theologie (1762–1773) auch ein zweibändiges mathematisches Lehrbuch (1764) und verschiedene mathematische und physikalische Aufsätze in den Tübingischen Berichten bekannt.